# Camino (navegador)
Camino fue un navegador web libre, de código abierto, con interfaz gráfica de usuario basado en el motor de renderizado Gecko de Mozilla, y específicamente diseñado para el sistema operativo Mac OS X. En vez de la interfaz de usuario basada en XUL, usada por la mayoría de las aplicaciones basadas en Mozilla, Camino utiliza API de Cocoa nativas de Mac, aunque no utiliza cuadros de texto nativos. El 30 de mayo de 2013, The Camino Project anunció que ya no se está desarrollando el navegador. Camino estaba disponible en catorce lenguas distintas (inglés, francés, alemán, japonés, español, catalán, etc.). 
Como el objetivo de Camino era conseguir la mayor integración posible con el sistema operativo Macintosh, utiliza la interfaz de usuario Aqua e integra algunos servicios y características de Mac OS X como el Keychain para la administración de contraseñas y Bonjour para detectar los marcadores disponibles en la red local. Otras características importantes son el bloqueo de ventanas emergentes, la navegación por pestañas y el soporte para estándares abiertos.
La organización comunitaria The Camino Project era la encargada del desarrollo de este navegador. Mike Pinkerton había sido el responsable técnico del proyecto desde que Dave Hyatt se marchó al equipo de Safari a mediados de 2002. La última versión estable fue la 2.1.2, liberada el 14 de marzo de 2012.

## Historia
A finales de 2001 Mike Pinkerton y Vidur Apparao comenzaron un proyecto en Netscape para probar que Gecko podía ser usado por una aplicación escrita en Cocoa. A principios de 2002 Dave Hyatt, uno de los creadores de Firefox se unió al grupo, que empezó a desarrollar lo que sería Chimera, un pequeño y ligero navegador.
La primera compilación que se pudo descargar de Chimera 0.1 se lanzó el 13 de febrero de 2002. Las primeras versiones se hicieron muy populares debido a la rapidez al cargar páginas, comparado con el navegador dominante en Mac: la versión 5 de Internet Explorer. Sin embargo, Camino no poseía todas las características que tenían sus competidores.
Apple contrató a Hyatt a mediados de 2002 para que empezase a trabajar en lo que después se convertiría en Safari. Mientras tanto, los desarrolladores de Chimera se reunieron en un pequeño equipo dentro de Netscape, con desarrollo dedicado y QA para lograr tener preparado para la Macworld de enero de 2003 un adelanto de la tecnología de Netscape en el sistema operativo Mac OS X. Sin embargo, dos días antes de la conferencia, la administración de AOL decidió abandonar el proyecto entero. A pesar de este contratiempo, los desarrolladores lanzaron Camino 0.7 el 3 de marzo de 2003.
El cambio de nombre (de Chimera a Camino) se debió a razones legales. Debido a su significado en la mitología griega, Chimera (en español escrito "Quimera") ya había sido elegido para nombrar algún proyecto de hipermedia. Por ejemplo, uno de los primeros navegadores gráficos fue llamado así, e investigadores en la Universidad de California, Irvine también habían desarrollado un completo sistema de hipermedia del mismo nombre. Finalmente se optó por el nombre de Camino debido a su significado en castellano, ya que continúa con el espíritu de Netscape Navigator ("Navegador").
Mientras que la versión 0.7 fue impulsada inicialmente por Netscape y consiguió mantenerse a flote por ser de código abierto, la versión 0.8 fue, según Pinkerton (programador jefe), "un triunfo del código abierto y del movimiento de software libre. Gente de diferentes lugares del mundo ayudó con parches, QA, búsqueda de errores, traducciones y trabajos de diseño gráfico."
En marzo de 2005, Camino se trasladó de la página de la Fundación Mozilla al recién creado sitio caminobrowser.org perteneciente a The Camino Project.
En septiembre de 2005, Pinkerton aceptó un puesto en Google donde trabajaría con el equipo Firefox de Google y continuaría trabajando en Camino durante el 20% de tiempo libre que la empresa ofrece a sus empleados.
Camino 1.0, lanzado el 14 de febrero de 2006, fue el primer navegador de la familia Mozilla que apareció como binario universal, gracias al esfuerzo de Mark Mentovai, otro de los desarrolladores de Camino.

### Versiones
| 0.1 | 13 de febrero de 2002   |
| 0.2 | 6 de abril de 2002      |
| 0.4 | 24 de julio de 2002     |
| 0.5 | 9 de septiembre de 2002 |
| 0.6 | 5 de noviembre de 2002  |
| 0.7 | 6 de marzo de 2003      |
| 0.8 | 25 de junio de 2004     |
| 1.0 | 14 de febrero de 2006   |
| 1.5 | 5 de junio de 2007      |
| 1.6 | 17 de abril de 2008     |
| 2.0 | 18 de noviembre de 2009 |